# Топольне (Солонешенський район)
То́польне (рос. Топольное) — село у складі Солонешенського району Алтайського краю, Росія. Адміністративний центр Тополинської сільської ради.

## Населення
Населення — 1038 осіб (2010; 1093 у 2002).
Національний склад (станом на 2002 рік):
- росіяни — 98 %